# WNBA All-Star Game 2025
Das WNBA All-Star Game 2025 war die 21. Auflage des All-Star Games der WNBA und wurde im Rahmen des All-Star Weekends am 19. Juli 2025 im Gainbridge Fieldhouse in Indianapolis ausgetragen, der Heimstätte der Indiana Fever. Team Collier (nach Napheesa Collier) besiegte Team Clark (nach Caitlin Clark) mit 151:131.

## Mannschaften
In einer weltweiten Abstimmung über das Internet (Fan-Voting) wurden die beiden beliebtesten Spielerinnen bestimmt und als All-Star-Captain jeweils eines Teams ernannt.
Die weiteren acht Spielerinnen der Startformationen wurden über eine gewichtete Bewertung anhand der Rangfolge beim Fan-Voting, Media-Voting und Spielerinnen-Voting bestimmt.
Die zwölf Ersatzspielerinnen wurden von den Cheftrainern der Liga ausgewählt. Die beiden Trainer mit der besten Mannschaftsbilanz nach den Spielen vom 4. Juli wurden zu den All-Star-Trainern ernannt.
Die beiden All-Star-Captains - Caitlin Clark und Napheesa Collier - wählten den Kader ihrer Teams abwechselnd aus den ernannten  Spielerinnen der Startformation und den Ersatzspielerinnen.

### Team Clark
| Pos.               | Spielerin         | Mannschaft             | Teilnahme #    |                |
| Startformation     | Startformation    | Startformation         | Startformation | Startformation |
| ------------------ | ----------------- | ---------------------- | -------------- | -------------- |
| G                  | Caitlin Clark 1   | Indiana Fever          | 2.             |                |
| F                  | Aliyah Boston     | Indiana Fever          | 3.             |                |
| G                  | Sabrina Ionescu   | New York Liberty       | 4.             |                |
| F                  | A'ja Wilson       | Las Vegas Aces         | 7.             |                |
| F                  | Satou Sabally 2   | Phoenix Mercury        | 3.             |                |
| Ersatzspielerinnen |                   |                        |                |                |
| G                  | Kelsey Mitchell 1 | Indiana Fever          | 3.             |                |
| G                  | Gabby Williams    | Seattle Storm          | 1.             |                |
| G                  | Sonia Citron      | Washington Mystics     | 1.             |                |
| F                  | Kiki Iriafen      | Washington Mystics     | 1.             |                |
| G                  | Jackie Young 2    | Las Vegas Aces         | 4.             |                |
| F                  | Kayla Thornton    | Golden State Valkyries | 1.             |                |
| F                  | Brionna Jones 2   | Atlanta Dream          | 4.             |                |
| G                  | Brittney Sykes 1  | Washington Mystics     | 1.             |                |
| Cheftrainer        |                   |                        |                |                |
|                    | Sandy Brondello   | New York Liberty       | ?              |                |

G= Guard; F = Frontcourt

### Team Collier
| Pos.               | Spielerin         | Mannschaft         | Teilnahme #    |                |
| Startformation     | Startformation    | Startformation     | Startformation | Startformation |
| ------------------ | ----------------- | ------------------ | -------------- | -------------- |
| F                  | Napheesa Collier  | Minnesota Lynx     | 5.             |                |
| F                  | Breanna Stewart   | New York Liberty   | 7.             |                |
| G                  | Allisha Gray      | Atlanta Dream      | 3.             |                |
| F                  | Nneka Ogwumike    | Seattle Storm      | 10.            |                |
| G                  | Paige Bueckers    | Dallas Wings       | 1.             |                |
| Ersatzspielerinnen |                   |                    |                |                |
| G                  | Courtney Williams | Minnesota Lynx     | 2.             |                |
| G                  | Skylar Diggins    | Seattle Storm      | 7.             |                |
| F                  | Angel Reese       | Chicago Sky        | 2.             |                |
| F                  | Alyssa Thomas     | Phoenix Mercury    | 6.             |                |
| F                  | Kelsey Plum       | Los Angeles Sparks | 4.             |                |
| G                  | Rhyne Howard 1    | Atlanta Dream      | 3.             |                |
| G                  | Kayla McBride 1   | Minnesota Lynx     | 5.             |                |
| Cheftrainer        |                   |                    |                |                |
|                    | Cheryl Reeve      | Minnesota Lynx     | ?              |                |

G= Guard; F = Frontcourt

## All-Star Game
| 19. Juli 2025 | Bericht | Team Clark                                                                | 131 – 151 | Team Collier                                                      | Gainbridge Fieldhouse, Indianapolis, Indiana |
| 19. Juli 2025 | Bericht | Punkte pro Viertel: 36:49, 24:33, 35:37, 36:32                            |           |                                                                   | Gainbridge Fieldhouse, Indianapolis, Indiana |
| 19. Juli 2025 | Bericht | Punkte: Mitchell (20) Rebounds: Thornton (11) Assists: Ionescu, Sykes (7) |           | Punkte: Collier (36) Rebounds: Diggins (11) Assists: Diggins (15) | Gainbridge Fieldhouse, Indianapolis, Indiana |
| 19. Juli 2025 | Bericht |                                                                           |           |                                                                   | Gainbridge Fieldhouse, Indianapolis, Indiana |

Nach dem Spiel wurde Napheesa Collier zur wertvollsten Spielerin des WNBA All-Star Game 2025 ernannt. In knapp 19 Minuten Spielzeit erzielte Collier 36 Punkte und damit eine neue Punkte-Bestmarke in einem All-Star Game. Collier ist nach Maya Moore die zweite Spielerin der Minnesota Lynx, die einen All-Star MVP Award erhält.